# Xulio Xosé Ferreiro Baamonde
Xulio Xosé Ferreiro Baamonde (A Coruña, 18 d'octubre de 1974) és un jutge, professor i polític gallec. Va ser alcalde de la ciutat gallega d'A Coruña des del 13 de juny de 2015 fins al 15 de juny de 2019.

## Trajectòria
Llicenciat en Dret per la Universitat de la Corunya (1997) i doctor per la mateixa universitat amb la tesi La protecció de la víctima en el procés penal. Fou magistrat suplent de l'Audiència Provincial de Lugo. És professor titular de Dret Processal a la Universitat de la Corunya.
El 2015 va encapçalar la candidatura de Marea Atlàntica a l'alcaldia de la Corunya. Aquesta llista va quedar en segon lloc a les eleccions locals del 25 de maig de 2015 per una diferència de 28 vots, per darrere de la candidatura del Partit Popular, que encapçalava Carlos Negreira. El 13 de juny de 2015, Xulio Ferreiro és investit alcalde de la ciutat amb els vots de Marea Atlàntica, el PSdeG i del BNG.